# Hazparne
Hazparne (en francès i oficialment Hasparren) és una localitat i comuna francesa situada en el departament dels Pirineus Atlàntics, a la regió de la Nova Aquitània i el territori històric de Lapurdi. Altres noms de la comuna han estat Ahezbarrene en 1247, Ayzparrena de Labort en 1264, i Ahezparren en 1265. Recorreguda pel riu Ardanabia, limita al nord amb Beskoitze i Ahurti, amb Kanbo, Haltsu, Jatsu i Mugerre a l'oest, Makea, Lekorne i Lekuine al sud i amb Aiherra i Bastida a l'est.
A Hazparne es conserva una estela datada a la fi del segle iii celebrant la creació de la província romana de Novempopulania pel magister Verus d'acord amb la reforma diocleciana, separant-se de la resta de les Gàl·lies: 
Flamen item du(u)muir quaestor pagiq. magister
Verus ad Augustum legato munere functus
pro novem optinuit populis seiungere Gallos
Urbe redux genio pagi hanc dedicat aram.
Durant l'edat mitjana, Ahaizparrena, protegida pels castells de Zalduzahar (1125) i de Zalduberri (1310) era una etapa de la ruta del Camí francès de Santiago de Compostel·la. La localitat es va especialitzar primer en la indústria del cuir, esdevenint centre de producció de calçat fins als anys 1970 per a convertir-se més tard en destinació turística de la regió.

## Evolució demogràfica
| 1896 | 1901 | 1926 | 1936 | 1954 | 1962 | 1968 | 1975 | 1982 | 1990 | 1999 |
| ---- | ---- | ---- | ---- | ---- | ---- | ---- | ---- | ---- | ---- | ---- |
| 5590 | 5735 | 5130 | 5260 | 5432 | 5224 | 5048 | 5081 | 5303 | 5399 | 5477 |
|      |      |      |      |      |      |      |      |      |      |      |

Hazparne alberga les restes mortals del poeta Francis Jammes (1868-1938) a qui s'hi dedica un museu.